# Radu Ivan
Radu Ivan (ur. 17 lipca 1969 w Budești) – rumuński judoka. Trzykrotny olimpijczyk. Zajął trzynaste miejsce w Barcelonie 1992, 21. w Atlancie 1996 i odpadł w eliminacjach w Sydney 2000. Walczył w wadze półciężkiej.
Piąty na mistrzostwach świata w 1997; uczestnik zawodów w 1995 i 1999. Startował w Pucharze Świata w latach 1990-2001. Srebrny medalista mistrzostw Europy w 1998 i brązowy w 1997.

## Letnie Igrzyska Olimpijskie 2000
| Konkurencja | Eliminacje            | Eliminacje               | Klas. końcowa |
| Konkurencja | Przeciwnik I          | Przeciwnik II            | Miejsce       |
| ----------- | --------------------- | ------------------------ | ------------- |
| 100 kg      | Leonid Swirid (BLR) Z | Iweri Dżikurauli (GEO) P | II runda.     |

## Letnie Igrzyska Olimpijskie 1996
| Konkurencja | Eliminacje            | Klas. końcowa |
| Konkurencja | Przeciwnik I          | Miejsce       |
| ----------- | --------------------- | ------------- |
| 95 kg       | Ángel Sánchez (CUB) P | 21.           |

## Letnie Igrzyska Olimpijskie 1992
| Konkurencja | Eliminacje             | Eliminacje            | Eliminacje              | Repasaże                 | Klas. końcowa |
| Konkurencja | Przeciwnik I           | Przeciwnik II         | Przeciwnik III          | Przeciwnik I             | Miejsce       |
| ----------- | ---------------------- | --------------------- | ----------------------- | ------------------------ | ------------- |
| 95 kg       | Detlef Knorrek (GER) Z | Parnel Legros (HAI) Z | Raymond Stevens (GBR) P | Indrek Pertelson (EST) P | 13.           |